# Kombinationsschere
Eine Kombinationsschere ist eine Scherenart mithilfe der man zum einen verschiedene Materialien zertrennen oder einschneiden kann. Zum anderen hat eine Kombinationsschere die Funktion mittels einer integrierten Zange Verbindungen zu lösen. 
Bei der Kombinationsschere handelt es sich um eine erweiterte Schere, welche vornehmlich in Krankenhäusern, bei Ärzten und Ambulanzen zum Einsatz kommt. Die Schere ist mit einer Zange kombiniert. Medizinisches Personal kann Infusionsleitungen, Perfusorleitungen mit Luerverschlussgewinde mit der Kombinationsschere öffnen. Die Luerzange befindet sich an der Scherenspitze, dadurch wird eine Hebelfunktion beim Öffnen der Verbindungen gewährleistet.
Erfunden hat die Kombinationsschere Ferdinand Rammensee.